# Brando Pacitto
Brando Pacitto (Roma, 1º marzo 1996) è un attore italiano.

## Biografia
Inizia a recitare nel laboratorio teatrale dell'attore e drammaturgo Thomas Otto Zinzi. Nel 2006 recita nel ruolo di Gesù bambino accanto ad Alessandro Gassmann e Ana Caterina Morariu nella miniserie televisiva La sacra famiglia. Nel 2007 recita a fianco a Pierfrancesco Favino e a Isabella Ferrari nella miniserie TV Liberi di giocare di Francesco Miccichè. Nel 2009 interpreta il ruolo di Lorenzo nel film tv Al di là del lago accanto a Kaspar Capparoni e Gioia Spaziani. Nel 2010 è tra gli interpreti della fiction Al di là del lago, concepita come sequel del film televisivo del 2009, con gli stessi interpreti principali. Nel 2011 è nel cast della miniserie Dov'è mia figlia diretta da Monica Vullo, con Claudio Amendola e Serena Autieri. Nel 2012 interpreta il ruolo di Simone Annicchiarico all'età di 15 anni nella fiction in due puntate Walter Chiari - Fino all'ultima risata diretta da Enzo Monteleone, con Alessio Boni e Bianca Guaccero.
È anche un surfista. In questa disciplina ha vinto il King of the Groms 2012.
Nel 2013 gira la fiction di Rai 1 campione d'ascolti Braccialetti rossi, in cui interpreta il ruolo di Vale, uno dei ragazzi protagonisti. Nello stesso anno partecipa anche alla fiction Una buona stagione, in onda sempre su Rai 1.
Nel 2015 partecipa al videoclip L'estate addosso di Jovanotti e all'omonimo film diretto da Gabriele Muccino uscito al cinema il 15 settembre 2016.
Il 21 giugno 2018 è protagonista, insieme a Mirko Trovato, di Indifesa, docufilm prodotto da Palomar e girato in Perù a sostegno dell’associazione Terre des hommes in onda su Rai 1.
Dal 2018 al 2020, sempre al fianco di Mirko Trovato, interpreta Fabio nella serie televisiva italiana Baby distribuita da Netflix.

## Filmografia

### Cinema
- Scontro di civiltà per un ascensore a Piazza Vittorio, regia di Isotta Toso (2010)
- 11 settembre 1683, regia di Renzo Martinelli (2012)
- L'estate addosso, regia di Gabriele Muccino (2016)
- Piuma, regia di Roan Johnson (2016)
- The Legend, regia di Luca Arseni – cortometraggio (2017)
- Succede, regia di Francesca Mazzoleni (2018)
- Indifesa, regia di Duccio Giordano – documentario (2018)
- Il branco, regia di Antonio Corsini – cortometraggio (2020)
- La svolta, regia di Riccardo Antonaroli (2021)
- Padre Pio, regia di Abel Ferrara (2022)
- The Cage - Nella gabbia, regia di Massimiliano Zanin (2023)
- Troppo azzurro, regia di Filippo Barbagallo (2024)

### Televisione
- La sacra famiglia – miniserie TV (2006)
- Un dottore quasi perfetto – film TV (2007)
- Liberi di giocare – miniserie TV (2007)
- I Cesaroni – serie TV (2009-2012)
- Al di là del lago – serie TV, 11 episodi (2010-2011)
- Rex – serie TV, episodio 3x06 (2011)
- Dov'è mia figlia? – miniserie TV (2011)
- Walter Chiari - Fino all'ultima risata – miniserie TV (2012)
- Una buona stagione – serie TV (2014)
- Braccialetti rossi – serie TV, 19 episodi (2014-2016)
- I Medici - Lorenzo il Magnifico (Medici: The Magnificent) – serie TV, 4 episodi (2018)
- Baby – serie TV, 18 episodi (2018-2020)

### Videoclip
- Io non ho finito di Niccolò Agliardi ft. The Hills (2013)
- L'estate addosso di Jovanotti (2015)
- Il bene si avvera di Niccolò Agliardi & i Braccialetti rossi (2015)
- Simili di Laura Pausini, regia di Leandro Manuel Emede (2015)
- Almeno tu di Francesca Michielin, regia di Roan Johnson (2016)
- Vertigine, di Levante e Altarboy (2020)
- Can't Help Falling In Love di Michael Pitt (2021)

## Riconoscimenti
- Roma Fiction Fest 2014
  - Premio speciale della giuria ai protagonisti della serie Braccialetti rossi
- Mostra internazionale d'arte cinematografica 2016
  - Premio Pasinetti speciale al cast di Piuma
- Nastro d'argento Premio Guglielmo Biraghi 2017
  - Miglior attore per L'estate addosso e Piuma
- Cornwall Film Festival 2021
  - Miglior attore per Il branco